# هانا فيرم
هانا فيرم (بالسويدية: Hanna Ferm) هي مغنية سويدية ولدت في 23 أكتوبر 2000 في بيكسبو في السويد. تنافست في مسابقة آيدول 2017 وفازت بالمركز الثاني في المسابقة التي تكشف المواهب السويدية في الغناء.

## حياتها المهنية
شاركت فيرم في عام 2014 في برنامج آيدول بالنسخة السويدية وانتهى بها الأمر في المركز الثاني، وبعد ذلك بثلاث سنوات شاركت في نسخة البرنامج لعام 2017 وفازت في المركز الثاني مجددا.
في 2 فبراير من عام 2018 أصدرت أول أغنية لها بعنوان «العادة السيئة».
في عام 2020 اُعلن عن أن هانا فيرم هي واحدة من أفضل الفنانين السويديون المعاصرون.

## وصلات خارجية
- هانا فيرم على موقع IMDb (الإنجليزية)
- هانا فيرم على موقع روتن توميتوز (الإنجليزية)
- هانا فيرم على موقع ميوزك برينز (الإنجليزية)
- هانا فيرم على موقع أول ميوزيك (الإنجليزية)
- هانا فيرم على موقع ديسكوغز (الإنجليزية)